# Chaetomium anatolicum
Chaetomium anatolicum är en svampart som beskrevs av Karaca & Turhan 1973. Chaetomium anatolicum ingår i släktet Chaetomium och familjen Chaetomiaceae.   Inga underarter finns listade i Catalogue of Life.